# Faritz Hameed
Faritz Hameed (* 16. Januar 1990 in Singapur), mit vollständigen Namen Mohammed Faritz bin Abdul Hameed, ist ein ehemaliger singapurischer Fußballspieler.

## Karriere

### Verein
Faritz Hameed stand von 2009 bis 2012 bei den Young Lions unter Vertrag. Die Young Lions sind eine U23-Mannschaft, die 2002 gegründet wurde. In der Elf spielen U23-Nationalspieler und auch Perspektivspieler. Ihnen soll die Möglichkeit gegeben werden, Spielpraxis in der ersten Liga, der Singapore Premier League, zu sammeln. Für die Young Lions absolvierte er 75 Erstligaspiele. 2013 wechselte er zu den Singapore LionsXII. Der Verein spielte in der höchsten malaysischen Liga, der Malaysia Super League. 2013 wurde er mit den Lions malaysischer Meister. Den malaisischen FA Cup gewann er 2015. Das Spiel gegen den Kelantan FA gewann man mit 3:1. Am 1. Januar 2016 unterschrieb er einen Vertrag beim singapurischen Erstligisten Geylang International. Für Geylang absolvierte er 44 Erstligaspiele. Von 2018 bis 2019 stand er beim ebenfalls in der ersten Liga spielenden Home United unter Vertrag. Mit den dem Verein gewann er 2019 den Singapore Community Shield. Hier besiegte man Albirex Niigata (Singapur) im Elfmeterschießen mit 5:4. Nach 36 Erstligaspielen wechselte er im Januar 2020 zum Ligakonkurrenten Tanjong Pagar United. Nach 56 Erstligaspielen für Tanjong beendete er nach der Saison 2023 seine Karriere als Fußballspieler.

### Nationalmannschaft
Faritz Hameed spielt seit 2013 in der singapurischen Nationalmannschaft. Mit der Mannschaft nahm er 2016 an der Südostasienmeisterschaft teil.

## Erfolge
Singapore LionsXII
- Malaysia Super League: 2013
- Malaysia FA Cup: 2015

Home United
- Singapore Community Shield: 2019